# Ogg Media
Ogg Media (OGM); Ogg Media File, er et åbent gratis fil containerformat (til video, audio og undertekst strømme), der er beskrevet i RFC 3533 Arkiveret 12. marts 2007 hos  Wayback Machine og medietypen i RFC 3534 Arkiveret 12. marts 2007 hos  Wayback Machine.
 
Ogg Media blev udviklet af Tobias Waldvogel og kan et par ting som almindelig AVI format ikke kan. OGM's egenskaber inkluderer især:
- Chapter understøttelse
- Multiple undertekst spor
- Multiple lydspor i forskellige formater (MP3, AC3, Vorbis, WAV)
- Vorbis lydunderstøttelse

OGM understøttelse til Windows (inklusive Microsofts Windows Media Player) er tilgængelig via OggDS, den mindre fejlbehæftede Haali Media Splitter Arkiveret 7. juli 2004 hos  Wayback Machine eller RadLight's Ogg Media filtre (den sidste kan også afkode Theora-video). På Unix-baserede systemer, er OGM understøttelse tilgængelig i MPlayer, xine og VLC.

## Software-kodning til OGM

### Linux / BSD
- Avidemux

### Mac OS X
- Handbrake Arkiveret 25. august 2006 hos  Wayback Machine

### Windows
- DVDtoOGM
- OGGMux
- VirtualDubMod

## Fodnoter
1. ↑  Xiph.org: Ogg Citat: "...Ogg is a multimedia container format, and the native file and stream format for the Xiph.org multimedia codecs. As with all Xiph.org technology is it an open format free for anyone to use...."